# Тарек Хаттаб
Тарек Хаттаб (араб. طارق خطاب, нар. 6 травня 1992, Амман) — йорданський футболіст, захисник клубу «Аль-Вахдат».
Виступав, зокрема, за клуби «Аль-Вахдат», «Аш-Шабаб» та «Аль-Масрі», а також національну збірну Йорданії.

## Клубна кар'єра
У дорослому футболі дебютував 2011 року виступами за команду клубу «Аль-Вахдат», в якій провів три сезони, взявши участь у 45 матчах чемпіонату. 
Своєю грою за цю команду привернув увагу представників тренерського штабу суадівського клубу «Аш-Шабаб», до складу якого приєднався 2014 року. Відіграв за саудівську команду наступний сезон своєї ігрової кар'єри.
У 2015 році уклав контракт з єгипетським «Аль-Масрі», у складі якого провів наступний рік своєї кар'єри гравця. 
До складу клубу «Аль-Вахдат» повернувся 2016 року. 

## Виступи за збірні
У 2007 році дебютував у складі юнацької збірної Йорданії.
З 2011 року залучався до складу молодіжної збірної Йорданії.
У 2013 році дебютував в офіційних матчах у складі національної збірної Йорданії.
У складі збірної був учасником кубка Азії з футболу 2015 року в Австралії, кубка Азії з футболу 2019 року в ОАЕ.
| Дата       | Місто   | Господарі | Результат | Гості    | Турнір     | Голи | Примітки |
| ---------- | ------- | --------- | --------- | -------- | ---------- | ---- | -------- |
| 06-01-2019 | Аль-Айн | Австралія | 0 – 1     | Йорданія | Кубок Азії | -    |          |
| 10-01-2019 | Аль-Айн | Йорданія  | 2 – 0     | Сирія    | Кубок Азії | 1    |          |
| Усього     |         | Матчів    | 2         |          | Голів      | 1    |          |

## Титули і досягнення
- Чемпіон Йорданії (3):

«Аль-Вахдат»: 2013-14, 2017-18, 2020
- Володар Кубка Йорданії (1):

«Аль-Вахдат»: 2013-14
- Володар Суперкубка Йорданії (2):

«Аль-Вахдат»: 2011, 2020
- Володар Суперкубка Саудівської Аравії (1):

«Аш-Шабаб»: 2014